# Imperatritsa Maria (couraçado)
O Imperatritsa Maria (Императрица Мария) foi um couraçado operado pela Marinha Imperial Russa e a primeira embarcação da Classe Imperatritsa Maria, seguido pelo Imperatritsa Ekaterina Velikaia e Imperator Alexandr III. Sua construção começou em outubro de 1911 nos estaleiros da Russud em Nikolaev e foi lançado ao mar em outubro de 1913, sendo comissionado na frota russa em junho de 1915. Era armado com uma bateria principal composta por doze canhões de 305 milímetros montados em quatro torres de artilharia triplas, tinha um deslocamento normal de mais de 23 mil toneladas e conseguia alcançar uma velocidade máxima de 21 nós (39 quilômetros por hora).
O Imperatritsa Maria entrou em serviço no meio da Primeira Guerra Mundial e atuou no Mar Negro. Ele participou de operações contra o Império Otomano dando cobertura para forças de bombardeio litorâneo compostas de antigos pré-dreadnoughts. Ele também atacou o cruzador rápido Midilli em mais de uma ocasião, mas nunca conseguiu acertá-lo. O couraçado afundou no porto de Sebastopol na manhã do dia 20 de outubro de 1916 após uma explosão interna em um de seus depósitos de pólvora. Seus destroços foram reflutuados após uma complexa operação de salvamento, porém estavam muito deteriorados e acabaram sendo desmontados em 1926 depois da Guerra Civil Russa.

## Características

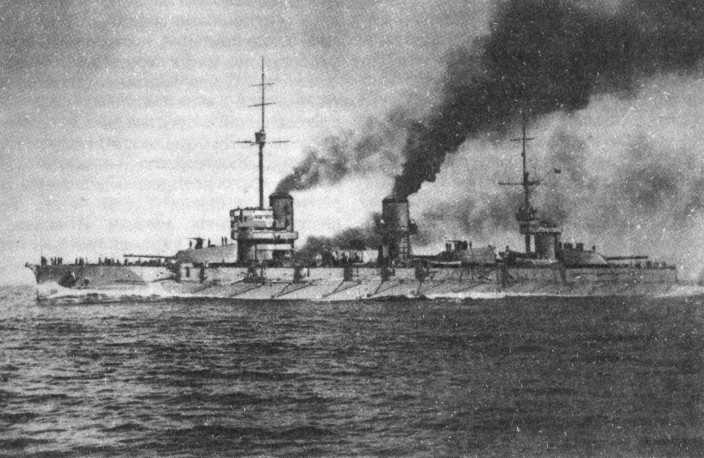
O Imperatritsa Maria c. 1915

O Imperatritsa Maria tinha 168 metros de comprimento de fora a fora, boca de 27,43 metros e calado de 8,36 metros. Seu deslocamento normal de 23 979 toneladas, aproximadamente mil toneladas a mais do que seu deslocamento projetado de 22 963 toneladas. O sistema de propulsão tinha vinte caldeiras Yarrow mistas que alimentavam quatro conjuntos de turbinas a vapor Parsons. Estas tinham uma potência indicada de 25,8 mil cavalos-vapor (dezenove mil quilowatts), mas alcançaram 33,2 mil cavalos-vapor (24,4 mil quilowatts) durante seus testes marítimos, para uma velocidade máxima de 21 nós (39 quilômetros por hora). Podia carregar até 1 727 toneladas de carvão mais 510 toneladas de óleo combustível, o que proporcionava uma autonomia de 2 960 milhas náuticas (5 480 quilômetros) a uma velocidade de dez nós (dezenove quilômetros por hora). A energia elétrica provinha de três turbo geradores Curtiss de 360 quilowatts e duas unidades auxiliares de 200 quilowatts.
Era armado com uma bateria principal composta por doze canhões Obukhovskii Padrão 1907 de 305 milímetros montados em quatro torres de artilharia triplas dispostas pelo decorrer do comprimento da embarcação em sua linha central. Seu armamento secundário consistia em vinte canhões B7 Padrão 1913 de 130 milímetros montados em casamatas no casco. Estas ficavam divididas em dois grupos: seis em cada lateral da primeira torre de artilharia até a segunda chaminé, enquanto as restantes ficavam na altura da última torre de artilharia. Também foi equipado com quatro canhões antiaéreos de 75 milímetros, um no topo de cada torre de artilharia. Por fim, havia quatro tubos de torpedo de 450 milímetros submersos, dois em cada lateral. O cinturão principal de blindagem tinha entre 125 milímetros de espessura nas extremidades e 262 milímetros a meia-nau. O convés era protegido por uma blindagem entre nove e 37 milímetros. As torres de artilharia tinham laterais de 250 milímetros e tetos de 125 milímetros, ficando em cima de barbetas com 250 milímetros acima do convés superior e 125 milímetros abaixo. Por fim, a torre de comando tinha laterais de trezentos milímetros e teto de duzentos.

## História

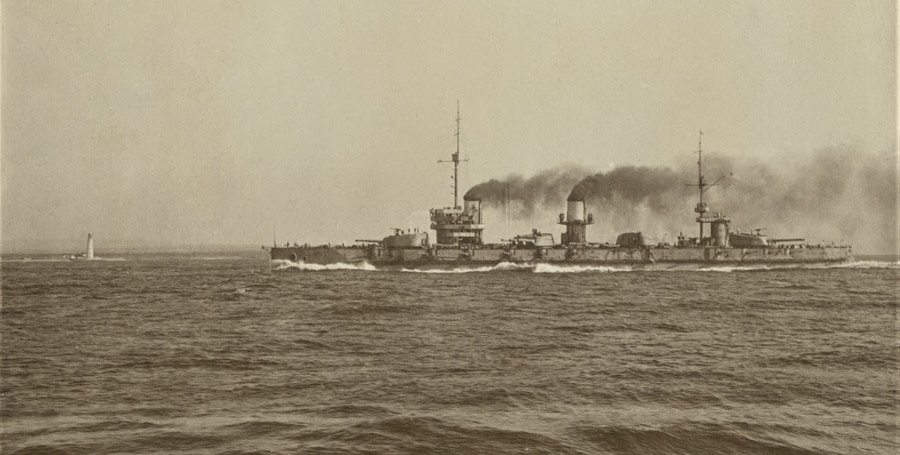
O Imperatritsa Maria em testes marítimos em 20 de agosto de 1915

O Imperatritsa Maria foi nomeado em homenagem à imperatriz Maria Feodorovna, a mãe do imperador Nicolau II. Foi construído pelo estaleiro Russud em Nikolaev, nas margens no Mar Negro. Seu batimento de quilha ocorreu em 30 de outubro de 1911 junto com seus irmãos Imperatritsa Ekaterina Velikaia e Imperator Alexandr III, porém isto foi apenas um evento cerimonial pois o projeto ainda não tinha sido finalizados e os contratos assinados. Foi lançado ao mar em 13 de outubro de 1913 e chegou em Sebastopol no dia 13 de julho de 1915, onde sua equipagem foi finalizada pelos meses seguintes e realizou testes marítimos. A embarcação mostrou-se muito pesada na proa e grandes quantidades de água entravam pelas casamatas. Para tentar compensar isso, as munições de 305 milímetros guardadas no depósito dianteiro foram reduzidas de cem para setenta para cada arma, enquanto as munições de 130 milímetros foram reduzidas de 245 para cem para cada arma. Entretanto, isto não resolveu totalmente o problema.
O navio partiu em 1º de outubro de 1915 para dar cobertura aos antigos couraçados pré-dreadnought da Frota do Mar Negro enquanto bombardeavam alvos em Kozlu, Zonguldaque e Karadeniz Ereğli, no Império Otomano. Uma operação semelhante ocorreu entre os dias 20 e 22 de outubro na Bulgária e depois contra a cidade de Varna no dia 27. O cruzador rápido otomano Midilli escapou por pouco do Imperatritsa Maria em 4 de abril de 1916, com o couraçado tendo disparado várias vezes antes do navio inimigo ter conseguido escapar. Três meses depois, em 4 de julho, o Imperatritsa Maria e o Imperatritsa Ekaterina Velikaia, alertados por transmissões de rádio interceptadas, partiram de Sebastopol para tentarem interceptarem o cruzador de batalha Yavuz Sultan Selim enquanto este retornava de um bombardeio do porto russo de Tuapse. O Yavuz Sultan Selim desviou para o norte e escapou dos russos seguindo pelo litoral búlgaro até o Bósforo. O Midilli colocou minas navais próximas de Novorossiisk em 21 de julho, mas os russos, novamente alertados por transmissões de rádio, tentaram pegá-lo em sua viagem de volta. O cruzador entrou no alcance dos canhões do Imperatritsa Maria no dia seguinte enquanto perseguia o contratorpedeiro Schastlivy, mas conseguiu fugir tendo sofrido apenas danos de estilhaços.

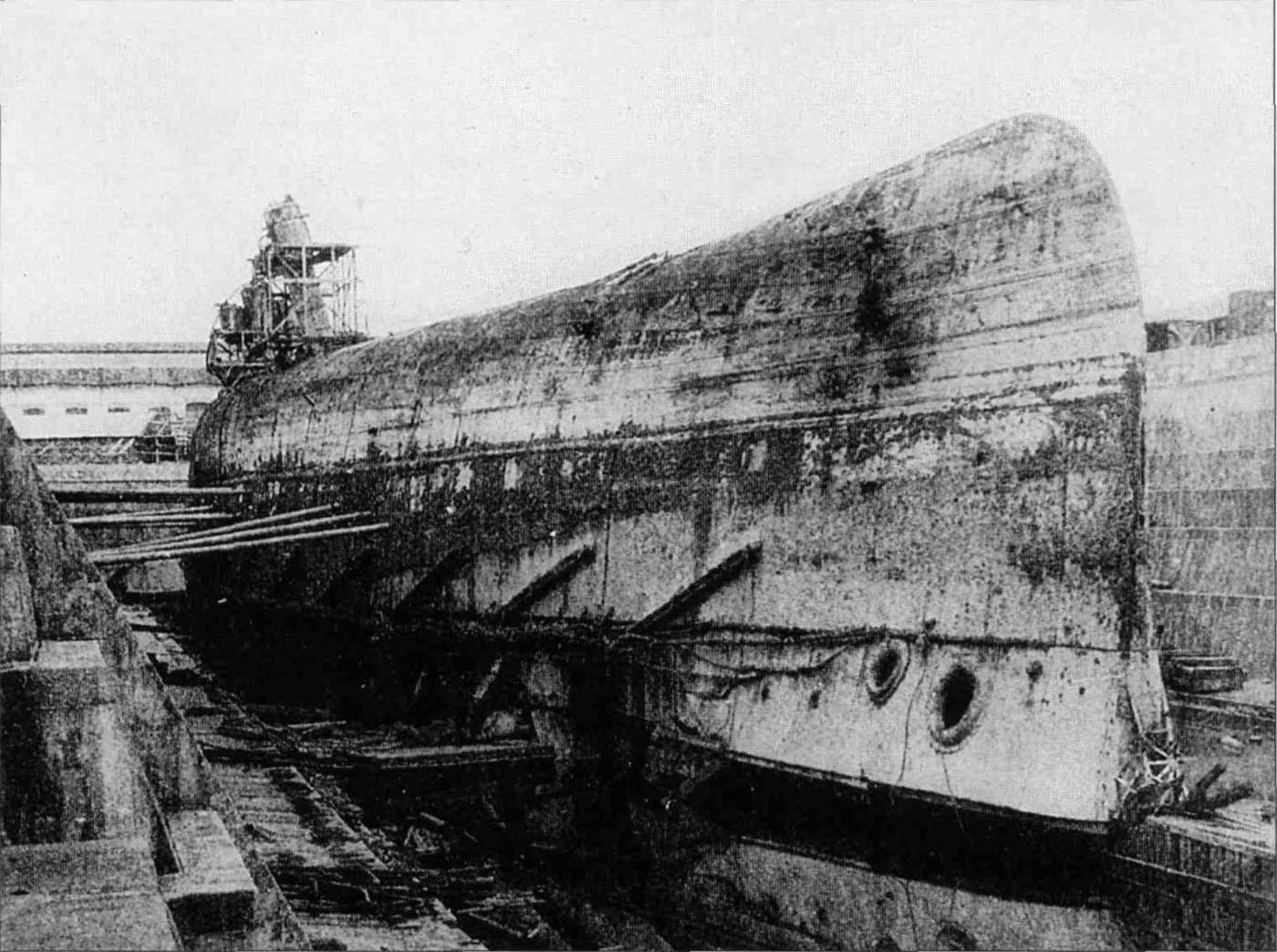
Os destroços do Imperatritsa Maria em 1919 depois de serem reflutuados

Um incêndio foi descoberto no depósito de pólvora dianteiro do Imperatritsa Maria na manhã de 20 de outubro de 1916 enquanto estava ancorando em Sebastopol, porém ele explodiu antes de quaisquer esforços para combater o fogo. Marinheiros liderados pelo engenheiro-mecânico aspirante Ignatiev conseguiram inundar o depósito de munição dianteiro antes que este também explodisse, porém isso custou suas vidas. Suas ações impediram uma detonação catastrófica e todos os outros depósitos foram inundados por precaução. Uma segunda explosão ocorreu aproximadamente quarenta minutos depois da primeira perto do compartimento de torpedos, rompendo a integridade de todas as anteparas dianteiras. O Imperatritsa Maria começou afundar pela proa e adernar para estibordo. Ele emborcou alguns minutos depois, com 228 marinheiros morrendo. A investigação que se seguiu determinou que a explosão ocorreu provavelmente devido à combustão espontânea do propelente a base de nitrocelulose enquanto se decompunha.
Os destroços foram reflutuados em 18 de maio de 1918 depois de uma longa e complexa operação de salvamento, sendo movidos ainda de cabeça para baixo para dentro de uma doca seca em Sebastopol no dia 31. O caos da Revolução Russa e da posterior Guerra Civil Russa impediu mais trabalhos, porém seus canhões de 130 milímetros foram removidos. Os blocos de madeira que apoiavam o casco dentro da doca já estavam apodrecendo em meados de 1923, assim a doca foi inundada e os destroços encalhados em uma área de água rasa próxima. Permissão para desmontagem foi concedida em junho de 1925 e a embarcação foi removida do registro naval em 21 de novembro de 1925, porém os trabalhos só começaram no ano seguinte, quando foi reflutuado novamente e levado de volta para a doca seca. Suas torres de artilharia tinham caído do couraçado quando ele emborcou e foram depois recuperadas. Duas delas foram usadas como a 30ª Bateria de Defesa Costeira durante o Cerco de Sebastopol na Segunda Guerra Mundial.